# Rahmenbetriebsplan
Der Rahmenbetriebsplan ist ein Begriff aus dem Bundesberggesetz (BBergG) vom 13. August 1980. Ein Rahmenbetriebsplan ist vom Bergwerksbetreiber zu erstellen, wenn das geplante Abbauvorhaben einer Umweltverträglichkeitsprüfung bedarf. Diese Umweltverträglichkeitsprüfung erfolgt im Rahmenbetriebsplanverfahren, das mit einem Planfeststellungsbeschluss abschließt. Ein Rahmenbetriebsplan wird im Regelfall für einen längeren Zeitraum (10 bis 20 Jahre) aufgestellt und stellt den Rahmen für das geplante Abbauvorhaben dar. 
Ein zugelassener, planfestgestellter Rahmenbetriebsplan berechtigt noch nicht zum Abbau des in Rede stehenden Bodenschatzes. Dafür sind weitere, nachgeschaltete Haupt- und Sonderbetriebspläne aufzustellen und bei der Bergbehörde vorzulegen.